# The German Doctor
The German Doctor (Wakolda) è un film del 2013 scritto e diretto da Lucía Puenzo, basato sull'omonimo romanzo scritto dalla regista stessa, ispirato al periodo argentino della latitanza di Josef Mengele in Sud America.
È stato presentato nella sezione Un Certain Regard al 66º Festival di Cannes.

## Trama
Nel 1959 il medico tedesco delle SS Josef Mengele, sotto falsa identità si trasferisce in un hotel di Bariloche nella Patagonia argentina, gestito da Eva e suo marito Enzo, e diventa particolarmente interessato alla loro figlia 12enne Lilith. Dopo aver conquistato la fiducia della famiglia, Mengele trova un rinnovato interesse per la ricerca genetica umana. Viene scoperto, ma riesce a fuggire.